# Аллен, Рекс
Рекс Элви Аллен (англ. Rex Elvie Allen, 31 декабря 1920 — 17 декабря 1999) — американский актер, певец и композитор. Известен по фильмам кинокомпании Дисней и западным вестернам.

## Биография

### Детство
Рекс Аллен родился в семье Хораса Э. Аллена и Луэллы Фэй Кларк на ранчо у каньона Мад-Спрингс, в 40 милях от Уиллкокса, Аризона. Ещё будучи маленьким мальчиком, он играл на гитаре и пел на местных мероприятиях вместе со своим отцом, который играл на скрипке, до окончания средней школы, когда он стал выступать на Юго-Западе наездником родео.

### Музыкальная карьера
Свою карьеру в шоу-бизнесе он начал на Восточном побережье как певец водевиля. Затем нашёл работу в Чикаго как исполнитель в радиопрограмме WLS-AM, «Национальные деревенские танцы». В 1949 году он ушёл из шоу и переехал в Голливуд. В 1948 году он подписал контракт с «Mercury», где записал множество успешных альбомов кантри-музыки до 1952 года. В 1952 году он переключился на «Decca», где продолжал работать до 1970 года. Он также записал альбом для Диснеевской картины Буена Виста в 1960 году, хотя в некоторых источниках указана другая дата.

### Карьера в кино
Поющие ковбои типа Рой Роджерс и Джин Отри были в моде в американском кино. В 1949 году Голливуд заключает с ним контракт, и, начиная с 50-го, Аллен играет главные роли в 19 голливудских фильмах.
В одном из десяти самых кассовых вестернов того времени Аллен олицетворял образ честного, богобоязненного героя Дикого Запада, он носил белую шляпу, у него был верный конь по кличке Коко, и верный приятель, который разделял с ним все приключения. Этот персонаж вскоре был изображен в комиксах. Его партнерами по нескольким фильмам были Бадди Эбсен и Слим Пикенс. Аллен получил прозвище «Аризонский ковбой».
Одним из самых успешных синглов Аллена был «Не ходи к индейцам», который занял место в первой пятерке кантри-синглов в чартах музыкального журнала Биллборд в 1962 году. В песне поется о молодом человеке, который не слушает совета отца, высказанного в названии песни. Когда отец узнает, что молодой человек завязал отношения с красавицей-индианкой по имени Нова Ли, он решает рассказать сыну свой давний секрет: его биологический сын был убит во время схватки белых с индейским племенем, и в отместку он похитил мальчика и воспитал его как своего сына. Ещё одна тайна: молодой человек не может жениться на Нове Ли, так как она его родная сестра.

## Более поздняя карьера
Аллен написал и спел множество песен, некоторые из них были показаны в его собственных фильмах. Его карьера была очень коротка, так как популярность вестернов упала к середине 1950 годов. Он известен ещё и тем, что снялся в последнем музыкальном вестерне в 1954 году. По мере того, как звезды-ковбои перешли на телевидение, Аллен пробует себя в роли доктора Билла Бакстера. в получасовом, еженедельном сериале «Пограничный доктор». В 1961 г. он стал одним из пяти ведущих шоу «NBC-TV».
Рекс Аллен был одарен богатым и приятным голосом, который идеально подходил для повествования. Поэтому он нашёл работу рассказчика в ряде фильмов, особенно в фильмах Уолта Диснея о дикой природе и в ТВ-шоу. Эта работа дала ему прозвище «Голос Запада». Он также был голосом отца в аттракционе Диснея «Карусель прогресса», который сначала был представлен на Всемирной Ярмарке Диснея, а сейчас находится в Диснейуорлде. В 1993 году реконструкция заменила Аллена на Джин Шепард для голоса отца, но Аллену дали камео-роли голоса дедушки в заключительных сценах.
Аллен так же был рассказчиком в мультфильме «Паутина Шарлотты» (1973), много лет он был голосом рекламы собачьей еды. После его переезда в Соноиту, он сделал много записей в своей любимой Туссонской студии, для местных рекламных роликов. Так же он очень много сотрудничал с актером Педро Гонсалес-Гонсалесом.

## Фильмография
| Фильмография | Фильмография                            | Фильмография                            | Фильмография                             |
| Год          | Русское название                        | Оригинальное название                   | Роль                                     |
| ------------ | --------------------------------------- | --------------------------------------- | ---------------------------------------- |
| 1950         | Аризонской ковбой                       | The Arizona Cowboy                      | Рекс Аллен (Rex Allen)                   |
| 1950         | След Робин Гуда                         | Trail of Robin Hood                     | Рекс Аллен (Rex Allen)                   |
| 1950         | Оклахомские холмы                       | Hills of Oklahoma                       | Рекс Аллен (Rex Allen)                   |
| 1950         | Тропа Редвуд Форрест                    | Redwood Forest Trail                    | Рекс Аллен (Rex Allen)                   |
| 1950         | Под мексиканскими звёздами              | Under Mexicali Stars                    | Рекс Аллен (Rex Allen)                   |
| 1951         | Бонанза Серебряного города              | Silver City Bonanza                     | Рекс Аллен (Rex Allen)                   |
| 1951         | Гром в Божьей стране                    | Thunder in God’s Country                | Рекс Аллен (Rex Allen)                   |
| 1951         | Король родео и сеньорита                | Rodeo King and the Senorita             | Рекс Аллен (Rex Allen)                   |
| 1951-1971    | Шоу Рэда Скелтона                       | The Red Skelton Show                    | Ковбой-кинозвезда (Cowboy Movie Star)    |
| 1951         | Обоз из Юты                             | Utah Wagon Train                        | Рекс Аллен (Rex Allen)                   |
| 1952         | Закат в Колорадо                        | Colorado Sundown                        | Рекс Аллен (Rex Allen)                   |
| 1952         | Последний мушкетёр                      | The Last Musketeer                      | Рекс Аллен (Rex Allen)                   |
| 1952         | Голубая граница                         | Border Saddlemates                      | Rex Allen, U. S. Government Veterinarian |
| 1952         | Я мечтаю о Джинни                       | I Dream of Jeanie                       | Mr Tambo                                 |
| 1952         | Старые равнины Оклахомы                 | Old Oklahoma Plains                     | Рекс Аллен (Rex Allen)                   |
| 1952         | Южная тихоокеанская тропа               | South Pacific Trail                     | Рекс Аллен (Rex Allen)                   |
| 1953         | Старая сухопутная тропа                 | Old Overland Trail                      | Рекс Аллен (Rex Allen)                   |
| 1953         | Тропа Железной горы                     | Iron Mountain Trail                     | Рекс Аллен (Rex Allen)                   |
| 1953         | В Ларедо                                | Down Laredo Way                         | Рекс Аллен (Rex Allen)                   |
| 1953         | Тени Тумстоуна                          | Shadows of Tombstone                    | Рекс Аллен (Rex Allen)                   |
| 1953         | Берег Красной реки                      | Red River Shore                         | Маршал Рекс Аллен (Marshal Rex Allen)    |
| 1954         | Конь-призрак                            | Phantom Stallion                        | Рекс Аллен (Rex Allen)                   |
| 1954         | В Ларами по рельсам                     | Rails Into Laramie                      | Title Song Singer                        |
| 1954-1990    | Диснейленд                              | Disneyland                              | рассказчик                               |
| 1956         | Собака-ковбой                           | Cow Dog                                 | Комментатор                              |
| 1957         | Дранго                                  | Drango                                  | Рекс Аллен (Rex Allen), озвучка          |
| 1960         | Собака, которая думала, что была енотом | The Hound That Thought He Was a Raccoon | рассказчик                               |
| 1960         | Для любимого Майка                      | For the Love of Mike                    | Рекс Аллен (Rex Allen)                   |
| 1961         | Сага Виндвагона Смита                   | The Saga of Windwagon Smith             | Виндвагон Смит (Windwagon Smith)         |
| 1961         | Сорванец и чемпион                      | Tomboy and the Champ                    | Рекс Аллен (Rex Allen)                   |
| 1962         | Легенда о Лобо                          | The Legend of Lobo                      | рассказчик                               |
| 1963         | Юнцы Йелоустона                         | Yellowstone Cubs                        | рассказчик                               |
| 1963         | Невероятное путешествие                 | The Incredible Journey                  | рассказчик                               |
| 1963         | Деревенский койот едет в Голливуд       | A Country Coyote Goes Hollywood         | рассказчик                               |
| 1966         | Рождены чтобы сопротивляться            | Born to Buck                            | рассказчик                               |
| 1966         | Страна болот                            | Swamp Country                           | Шериф (Sheriff)                          |
| 1967         | Чарли — одинокий кугуар                 | Charlie, the Lonesome Cougar            | раасказчик                               |
| 1973         | Паутина Шарлотты                        | Charlotte’s Web                         | рассказчик                               |
| 1974         | Исчезающая дикая природа                | Vanishing Wilderness                    | рассказчик                               |
| 1976         | Тайна пещеры в Навахо                   | The Secret of Navajo Cave               | Storyteller                              |
| 1976         | Тайна заброшенного рудника              | The Secret of Old Glory Mine            | рассказчик                               |

## Дискография

### Альбомы
| Год  | Название                                                                                      | Хиты | Лэйбл       |
| ---- | --------------------------------------------------------------------------------------------- | ---- | ----------- |
| 1956 | Под западными небесами (Under Western Skies)                                                  | —    | Decca       |
| 1958 | Мистер Ковбой (Mister Cowboy)                                                                 | —    | Decca       |
| 1960 | Поет Рекс Аллен (Rex Allen Sings)                                                             | —    | Hacienda    |
| 1961 | Скажите мне одно (Say One for Me)                                                             | —    | Buena Vista |
| 1962 | 16 Золотых хитов (16 Golden Hits)                                                             | —    | Buena Vista |
| 1962 | Вера человека (Faith of a Man)                                                                | —    | Mercury     |
| 1962 | Песни и байки Золотого Запада (Sings and Tells Tales of the Golden West)                      | —    | Mercury     |
| 1964 | Западные баллады (Western Ballads)                                                            | —    | Hilltop     |
| 1968 | Мягкое кантри Рекса Аллена (The Smooth Country Sound of Rex Allen)                            | 42   | Decca       |
| 1970 | Прикосновение Бога (Touch of God’s Hands)                                                     | —    | Decca       |
| 1973 | Песня ковбоя с костлявыми коленками и волосатыми ногами(Boney Kneed Hairy Legged Cowboy Song) | —    | JMI         |
| 1980 | Остывшая любовь (Love Gone Cold)                                                              | —    | Longhorn    |

### Синглы
| Год  | Сингл                                               | Позиция в чартах   | Позиция в чартах           | Альбом                                                                      |
| Год  | Сингл                                               | Место в хит-параде | В списке 100 горячих хотов | Альбом                                                                      |
| ---- | --------------------------------------------------- | ------------------ | -------------------------- | --------------------------------------------------------------------------- |
| 1949 | Боюсь (Afraid)                                      | 14                 | —                          | одиночный сингл (singles only)                                              |
| 1951 | Воробей на вершине дерева (Sparrow in the Tree Top) | 10                 | 28                         | одиночный сингл (singles only)                                              |
| 1953 | Плача в часовне (Crying in the Chapel)              | 4                  | 8                          | одиночный сингл (singles only)                                              |
| 1961 | Морские пехотинцы. Вперед! (Marines, Let’s Go)      | 21                 | —                          | одиночный сингл (singles only)                                              |
| 1962 | Не ходи к индейцам (Don’t Go Near the Indians)      | 4                  | 17                         | Песни и рассказы Золотого Запада (Sings and Tells Tales of the Golden West) |
| 1964 | Слеза за слезой (Tear After Tear)                   | 44                 | —                          | одиночный сингл (single only)                                               |
| 1968 | Маленькие пузырьки (Tiny Bubbles)                   | 71                 | —                          | Гладкие звуки страны Рекса Аллена (The Smooth Country Sound of Rex Allen)   |

## Семья
Рекс Аллен был трижды женат. Второй брак с Бонни Линдер просуществовал с 1946 по 1973 годы, в этом браке у него родился сын Рекс Аллен мл. (который стал успешным кантри-певцом). Предыдущий его брак с Дорис Уинсор так же окончился разводом. Его последний брак с Вирджинией Хадсон проуществовал с 1992 года и до самой смерти Аллена.
У Аллена родилось пятеро внуков (от единственного брака его сына с Дианой Аллен) — Уэйд, Уайт, Маркус, Коди и Логан.

## Смерть
Рекс Аллен умер 17 декабря 1999 года, за две недели до своего 79-летия, в Тусоне, в результате массивного инсульта. Он упал на дороге около дома, и получил дополнительные повреждения, когда его управляющий по неосторожности переехал Аллена на автомобиле. Аллена кремировали, а пепел рассеяли в железнодорожном парке в его родном городе Уилкоксе, где находится множество его памятных вещей. За несколько месяцев до смерти Аллен дал большое интервью «WLS-AM» Джефу Дэвису, для 75 годовщины истории радиопередач. После смерти Аллена часть программы была посвящена его памяти.

## Память
- Рекс Аллен обладает звездой на Голливудской аллее славы, за вклад в развитие киноиндустрии. Её адрес: 6821, Голливудский б-р.
- В 1983 году ему дали звание «Национального ковбоя» в «Зале славы известных западных исполнителей», и в «Западном Музее Наследия» в Оклахома-Сити.
- В 1989 Паула Симпсон-Уитт и Снуфф Гарретт описали жизнь Рекса Аллена в книге «Моя жизнь: от восход до заката -Аризонский ковбой».